# Třebíč ve 20. století
Třebíč ve 20. století je článek věnující se historii Třebíče ve 20. století.

## Počátek století
V roce 1901 byla založena Veřejná obchodní škola dvoutřídní, později byl otevřen i zpočátku jednotřídní a následně dvoutřídní kurz pro dívky. Do budovy obchodní školy byla umístěna kupecká pokračovací škola s tehdy večerní výukou. V roce 1904 vznikla v Třebíči zimní hospodářská škola. V roce 1907 pak škola pokračovací začala vyučovat denně. V roce 1910 bylo rozhodnuto o postavení školní budovy na Hanělově ulici, ke stavbě však z důvodu zahájení první světové války již nedošlo. Na počátku 20. století byl zprovozněn vodovod z rybníka Baba, primárně vedl vodu do kašen na Karlově náměstí, později, po jejich zrušení, vedl vodu do výtokových stojanů. Do počátku první světové války pokračoval v Třebíči rozvoj průmyslu a obchodu.
Na počátku století město chtělo získat některé z nově vznikajících humanitních zdravotnických ústavů, město chtělo, aby byl v Třebíči postaven ústav hluchoněmých a také ústav chorobomyslných. Nakonec však ke stavbě nedošlo, ústav pro chorobomyslné v Jihlavě se nakonec nerozšířil. V roce 1913 se v třebíčském zastupitelstvu prosadila lidově pokrokářská skupina a hned v následujících volbách do obecního zastupitelstva v říjnu roku 1913 bylo zvoleno 17 pokrokářů, dále bylo zvoleno 9 zastupitelů za katolicko-národní strany a 4 zastupitelé za staročechy. Starostou však zůstal Karel Přerovský. V roce 1914 pak město získalo 11 úřednických pozic na úřadě, jedno místo policejního úředníka a devět strážníků. Na začátku tohoto roku se také začala plánovat stavba železnice z Třebíče do Želetavy a také z Třebíče do Hrušovan, nicméně k tomu z důvodu počátku první světové války nedošlo.

## První světová válka
V době první světové války do ní byli nuceni narukovat i muži z Třebíče, mimo jiné muselo narukovat 155 členů Sokola, mimo jiné i Josef Švec či Jan Syrový. Během první světové války se ekonomická situace ve městě zhoršila. Město se nijak dále nerozvíjelo, pouze vznikl hodinářský závod Matěje Maštery na Jejkově a dále se rozvíjely textilní firmy Jana Tretery a Karla Budischowského a synů, které vyráběly vojenské uniformy a příslušenství. V plánu také bylo postavit novou školní budovu, ale plány na její stavbu byly již na počátku roku 1914 zastaveny, prostory pro školu se tak pronajímaly. V roce 1917 přijalo město židovské uprchlíky z Haliče.

## Období mezi světovými válkami
V roce 1919 ve městě Třebíč zmizeli bratři Poličtí, jejich osud nebyl znám a vyšetřování nic neprokázalo. V roce 1925 se pak vyšetřování rozběhlo nanovo, byli obviněni obyvatelé tzv. Kohnova mlýna, tehdy ubytovny pro nejchudší. Několik obviněných se přiznalo k vraždě bratrů Polických, kdy motivem byly peníze. Byli zavražděni úderem sekyrou do hlavy a jejich těla vhozena do mlýnské strouhy. Později se během vyšetřování obvinění přiznali i k dalším přibližně osmi vraždám polských židů, jejichž maso bylo naloženo do soli ve škopkách či upraveno na uzenářské výrobky. Maso pak bylo prodáno na černém trhu. V roce 1925 padlo několik doživotních rozsudků za vraždy dvou bratrů. Za kanibalismus a vraždy židů nebyl i přes přiznání odsouzen nikdo.
Mezi lety 1921 a 1922 byla postavena nová školní budova, ta pak byla slavnostně otevřena v roce 1922. Celkem měla 18 tříd, kabinety, kuchyni, hřiště a zahradu. Budova byla postavena na místě nynější základní školy T. G. Masaryka. Mezi lety 1923 a 1925 byl rekonstruován pivovar v Třebíči. Mezi první a druhou světovou válkou byla zakoupena Tomášem Baťou společnost pro výrobu obuvi Busy, došlo k nárůstu počtu zaměstnanců a postupně k výstavbě nové čtvrti poblíž továrny. Ve třicátých letech 20. století došlo ke stavebnímu rozvoji, byla postavena Fuchsova spořitelna na Karlově náměstí, říční lázně Polanka, budova UP závodů nad železniční tratí, kostel svatého Václava a svaté Ludmily u starého hřbitova a další stavby. V roce 1938 se přestalo 23. září vyučovat a opět se začalo vyučovat až 17. října. Během druhé světové války škola byla využita pro německé vojáky jako lazaret. Mezi lety 1936 a 1940 byl dokončen vodovod z Heraltic, do té doby se lidé napájeli kvůli nedostatku vody i z řeky Jihlavy.
Roku 1918 se město stalo sídlem politické okresní správy a v roce 1927 pak také městem s okresním úřadem. Roku 1932 byl představen zastavovací plán města, jeho autory byli Alois Herzán a Milan Kubeš. Ve městě došlo k regulací říčních koryt řeky Jihlavy (mezi lety 1916 a 1922) a Stařečského potoka (mezi lety 1928 a 1932). Postupně také byla zavedena do většiny ulic kanalizace a přes řeku Jihlavu byla roku 1923 postavena lávka, pak mezi lety 1923 a 1924 Smetanův most a v roce 1931 byl postaven původní Masarykův most. V roce 1922 byla také postavena budova okresního úřadu nedaleko kostela sv. Martina a v roce 1928 byla postavena budova pro okresní soud a později také upravena budova radnice. Před válkou na město založené na průmyslové výrobě poměrně značně dopadla hospodářská krize, kdy došlo v roce 1922 k prvnímu přerušení výroby podniku Busi a následně k prodeji firmě Baťa v roce 1931.
V roce 1938 byly vládou zakázány veřejné projevy a setkávání, kdy i přes to se v Třebíči a dalších městech konaly oslavy svátku práce. Starosta Josef Vaněk přednesl projev o tom, že občané se musí bránit útokům zevnitř i zvenku republiky. V Třebíči se před podepsáním Mnichovské dohody ustavila 20. divize armádní skupiny.

## Druhá světová válka
Dne 15. března pak byla zahájena okupace českých zemí. V Třebíči se objevily pokusy o kolaboraci s Němci, kdy např. občan Třebíče A. Uhlíř chtěl za styky s Židy a zatajování zásob udat svého souseda A. Paxu, tento dopis však byl zadržen pošťákem J. Roubcem a na gestapo v Jihlavě tak nedorazil. Pošťák J. Roubec tyto dopisy zadržoval častěji a ochránil tak mnoho lidí, za tuto činnost byl pak později popraven. I mezi třebíčskými Židy se objevili kolaboranti, příkladem mohou být např. manželé Grünbergerovi, kdy ti pravděpodobně z donucení byli nuceni donášet informace o třebíčškých židech. Nakonec však o majetek, o který se během války obávali, přišli a byli souzeni.
Ve dnech 18. a 22. května 1942 byly z třebíčského nádraží vypraveny dva židovské transporty, bylo deportováno celkem 1371 Židů z Třebíče a okolí.
V Třebíči však vznikly i odporové skupiny, jak organizované, tak i neorganizované skupiny občanů. Mimo protestů, které se konaly například v kině, Češi sabotovali v rámci totálního nasazení práci, schválně pracovali pomaleji či vyráběli nekvalitní součástky. Třebíč však za druhé světové války byla velmi chudým městem, vůbec se nerozrůstala a hygienické podmínky také byly zhoršeny. Ke konci druhé světové války byly v Třebíči obsazeny školní budovy pro německé vojsko, nedaleko města byl vystavěn polní sklad munice a benzínu. Na začátku dubna roku 1945 byla Třebíč a okolí vyhlášena jako vojenské pásmo a směrem na Brno a Ivančice byly vybudovány barikády složené z kmenů zapuštěných do vozovky.
V polovině roku 1944 byla zahájena tzv. totální válka, kdy byla uzavřena muzea a omezeno vydávání tiskovin. V Třebíči však působil během války například Národní dům, kde se hrálo loutkové divadlo. V Třebíči také působila kina, která však byla dvojjazyčná, v Třebíči také fungovala i za války knihovna, ale ve velmi omezeném rozsahu a blížil se její zánik. Stejně tak byl v Třebíči zakázán skauting. Během války se ze školy na Nových Dvorech stal lazaret a škola tak přestala fungovat.
Na začátku roku 1945 požádala tehdy ještě samostatná obec Podklášteří o spojení s městem Třebíč, k tomu pak došlo na počátku roku 1945, spojené město si ponechalo název Třebíč a Podklášteří se tak stalo jednou ze čtvrtí města.
V tu dobu (jaro 1945) však došlo k navýšení počtu německého obyvatelstva, kdy Němci před osvobozující Rudou armádou, která již dorazila do Slezska, utíkali směrem na jih a také do Třebíče, kde se ukrývali v hotelech, bytech a kavárnách. Osvobození v Třebíči začalo chvilku před půlnocí 8. května, kdy na náměstí dorazil na motocyklu první ruský voják, chvíli po jeho příjezdu pak dorazili i první ruské tanky.
Dále se válka dotkla oblasti Třebíčska poměrně značně, během druhé světové války došlo k omezení výroby i služeb, také se přestaly konat kulturní, sportovní i další aktivity. Převážně až v roce 1945, 8. května 1945 byly Sovětskou armádou bombardovány Moravské Budějovice, v Hrotovicích explodovaly tři letecké pumy a došlo k úmrtí více než 150 osob. Poslední němečtí vojáci opustili oblast 9. května v noci.

## Období po roce 1945
Dne 5. května 1945 byl ve městě ustanoven revoluční národní výbor a dne 9. května vznikl ONV. Hned po druhé světové válce se začalo opět vyjednávat o výstavbě letiště v Třebíči, také se začalo mluvit o přejmenování ulic v Třebíči, k tomu pak došlo již 31. srpna 1945, stejně tak město chtělo získat zpět německý majetek, kromě jiného se jednalo o zpětném získání lesních pozemků, na kterých se před válkou budoval heraltický vodovod. V květnu téhož roku se spekulovalo o výstavbě komunikací a také zavedení pravidelných dopravních spojů do Prahy, Jihlavy a do Brna. Opět se jednalo o oddělení Podklášteří od města, ale k tomu nedošlo, do roku 1947 se pak nadále jednalo o sloučení knihoven a dalších organizací, v tomtéž roce se opět hlasovalo o oddělení od města, ale k tomu nedošlo a 5. února 1948 pak bylo vyhláškou ministerstva vnitra oznámeno, že spojeným obcím zůstává název Třebíč. V roce 1949 se třebíčský okres stal součástí nově vzniklého Jihlavského kraje.
Po válce se také přistoupilo k opravám několika pobořených domů, v Třebíči bylo poškozeno jen pár domů a to pouze průjezdem tanků. Ke konci války hrozilo poničení mostů, ale nakonec ty byly pouze poškozeny. Již během války však byl poškozen například Husův reliéf na budově školy na Nových Dvorech. Celkem bylo poškozeno 6 domů totálně, 48 domů těžce a 218 lehce, ty pak byly v roce 1947 opraveny. Po roce 1945 získala Třebíč most od UNRRA, ten byl položen u lázní Polanka. V roce 1945 pak byla obnovena činnost Junáka v Třebíči, stejně tak byla v témže roce obnovena činnost fotbalových klubů, které se od roku 1946 opět účastnily fotbalových soutěží. Po roce 1945 přešel provoz pivovaru v Třebíči do rukou národní správy, později opět do podniku Várečenstvo města Třebíče.
Na podzim roku 1947 se postupně navyšovala moc komunistické strany a 25. února 1948 bylo převzetí moci dokonáno. V roce 1949 se pak začalo vyjednávat o sloučení tehdy samostatné obce Řípov s městem Třebíč, obyvatelé Řípova se sloučením nesouhlasili, nakonec však ke sloučení došlo, ale až v roce 1951. Po únorovém převratu se v Třebíči začala projednávat první pětiletka, kdy na investice bylo vyhrazeno 200 milionů Kč. V plánu byla výstavba školních budov, činžovních domů ve čtvrti Horka-Domky a také Nového hřbitova, také byly postupně vystavěny komunikace. Byl také postaven kulturní dům v Borovině (tj. Závodní klub Borovina), nově bylo také upraveno kino Svět (dříve a později Kino Moravia). Také byla obnovena městská hromadná doprava a začaly zpočátku jezdit dvě linky, první z Karlova náměstí do Boroviny a druhá z Týna do čtvrti Horka-Domky. V padesátých letech se také začalo spekulovat o tom, že by bylo vhodné přesunout autobusové nádraží z Karlova náměstí jinam, k tomu pak došlo až v roce 1984.
V roce 1948 byly znárodněny podniky po celém státě, v Třebíči byly znárodněny někdejší Baťovy resp. Budischowského závody, staly se z nich Závody Gustava Klimenta a byly spojeny s Dekvou Zlín, dále byly znárodněny ÚP závody, rukavičkářský podnik na Nových Dvorech, mlékárna v Týně, Západomoravské strojírny a továrna ZON. Také byla v Třebíči vybudována pobočka První brněnské strojírny. V Třebíči však setrvával problém s nedostatkem obchodních jednotek, po roce 1950 v Třebíči působilo 141 obchodních jednotek. Dne 23. února 1949 byl schválen zákon o JZD, kdy v Třebíči pak existovalo několik družstev: JZD Týn, Státní statek Řípov, Školní statek zemědělské školy, STS a ZNP. V roce 1953 pak město založilo dětskou útulnu (mateřskou školku) a také společné jídelny. V tomtéž roce pak byl založen také Okresní dům osvěty.
Dne 29. listopadu 1966 byl zprovozněn vodovod z vodní nádrže Mostiště, později byly vybudovány i odbočky vodovodního potrubí do dalších obcí. V roce 1968 se objevily sovětské tanky v Jemnici. Mimo jiné se vozy vojsk armád východního bloku objevily i v Třebíči, kde došlo k dopravní nehodě, jedno z aut se zřítilo ze srázu u Máchova jezírka, k podobné nehodě došlo i na cestě u Vladislavi, kdy jeden tank se zřítil do řeky a druhý na louku. V roce 1968 probíhalo vysílání rozhlasu v Třebíči, kdy redaktorem byl Richard Paleček, následně pak přišel o místo redaktora.

## Před sametovou revolucí

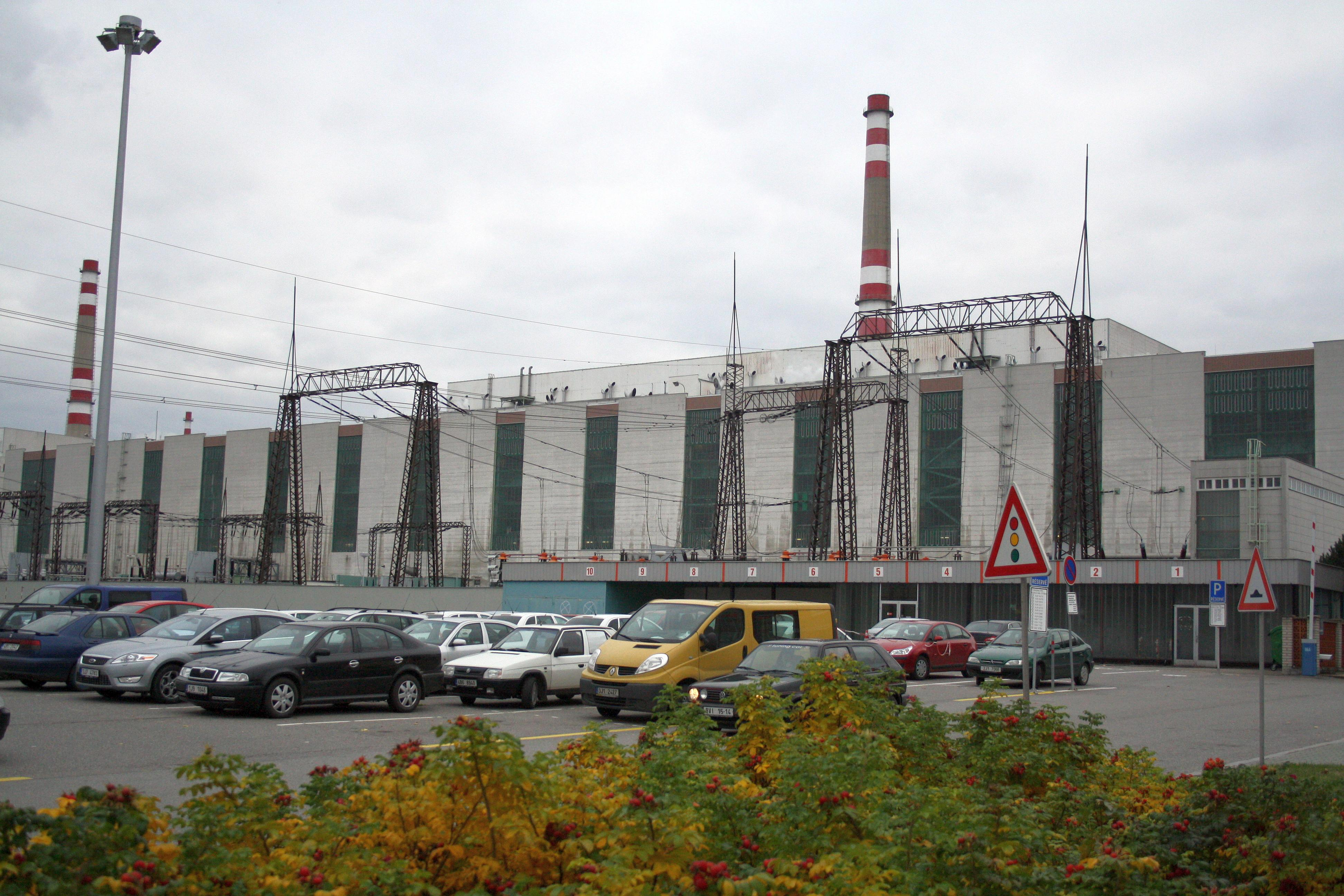
První blok Jaderné elektrárny Dukovany

V roce 1948 došlo ke znárodnění podniků v celém státě, stejně tak i v Třebíči, Třebíč se měla dle plánu industrializace stát průmyslovým centrem západní Moravy, také byl v nové průmyslové čtvrti Borovina (kde žili primárně zaměstnanci někdejších Budischowského závodů) postaven velký kulturní dům. V sedmdesátých letech se opět zvýšil skokově počet obyvatel města, došlo k výstavbě vodní nádrže Dalešice a také Jaderné elektrárny Dukovany. Postupně tak byly stavěny sídliště na severním okraji města. Mezi lety 1951 a 1953 byla postavena ZŠ Václavské náměstí a v roce 1960 se pak okres Třebíč stal součástí Jihomoravského kraje.
V roce 1948 byl znárodněn i třebíčský pivovar s názvem Várečenstvo města Třebíče, začleněn byl do závodu Horácké pivovary a vyráběl 7, 10 a 12stupňové pivo. V roce 1961 pak pivovar spadal pod Jihomoravské pivovary, stejně jako pivovar v Dalešicích. Roku 1967 pak pivovar v Třebíči byl zrušen a výroba omezována. V červnu roku 1968 navštívil Třebíč prezident Ludvík Svoboda. Dne 23. srpna 1968 proběhla na Karlově náměstí podpisová akce za prohlášení neutrality Československa. Příjezd ruských vojsk v Třebíči provázela hesla "Okupanti jděte domů" a na Martinském náměstí při příjezdu ruských vojsk vlály černé prapory. Okresní výbor KSČ prohlásil, že uznává pouze vedení zvolené na XIV. sjezdu, tj. Svobodu, Černíka, Smrkovského a Dubčeka. Dne 26. srpna 1968 napsaly ženy z Třebíče dopis paní Svobodové. Mezi lety 1960 a 1962 byl u rybníka Kuchyňka postaven školní komplex.
V roce 1972 pak byl pivovar plně uzavřen z důvody havarijního stavu, kdy náprava by byla neekonomická a budovy pivovaru byly zbořeny. Mezi lety 1983 a 1985 byla postavena budova někdejšího OV KSČ, pozdější Fórum, později, roku 1989, byla předána městu Třebíči. Mezi lety 1966 a 1973 bylo postaveno několik průmyslových hal v průmyslové čtvrti a v roce 1976 byly tehdejší ZMS začleněny do podniku Elitex. Roku 1975 pak byla postavena nová budova Rukavičkářských závodů na Brněnské ulici a v témže roce byly postaveny ZŠ Bartuškova (tehdy G. Klimenta) a Kubišova (tehdy Kurta Konráda), v roce 1978 pak ještě ZŠ Benešova (tehdy Gagarinova) a roku 1979 ZŠ Týnská (tehdy Sokolovská). Roku 1978 byla také otevřena centrální školní jídelna. V osmdesátých letech 20. století proběhl nárůst obyvatel, který byl spojen s výstavbou Jaderné elektrárny Dukovany a Vodní nádrže Dalešice. Roku 1980 byla postavena nová poliklinika na Vltavínské ulici. Na počátku osmdesátých let byl postaven Dům obuvi (1981), OC Rozkvět (1982) a hotel Slavia (1983). V roce 1983 bylo také město napojeno vodovodem napojena na Vodní nádrž Vranov, v témže roce pak byla také otevřena ZŠ Za rybníkem. V roce 1984 bylo místo původních budov postaveno velké autobusové nádraží na Komenského náměstí. Roku 1985 byla dokončena stavba Chirurgického pavilonu třebíčské nemocnice.
Roku 1985 proběhly velké povodně na Moravě, kdy byla zasažena i Třebíč, bylo zaplaveno Karlovo náměstí a Zámostí. Dne 22. května roku 1985 dosáhl stav řeky Jihlavy 448 cm.
V roce 1989 se snížil přírůstek obyvatel města Třebíče a to hlavně z důvodu dobudování Jaderné elektrárny Dukovany, mnoho odborníků se zároveň vystěhovalo do tehdejšího českobudějovického kraje, kde se začala budovat Jaderná elektrárna Temelín. V témže roce Třebíč navštívil mongolský velvyslanec Žamsrangin Dulmá, ten se při své návštěvě zajímal o rodný dům Bohumíra Šmerala a mongolské dělníky pracující v Závodech Gustava Klimenta. Také se začaly prodávat vozy Škoda Favorit, v tomto roce bylo prodáno v Horáckém autodružstvu celkem 710 kusů tohoto typu automobilu.
V témže roce byla třebíčská telefonní síť napojena do automatického meziměstského provozu, kdy tak mohli lidé z Třebíče volat meziměstsky bez pomoci spojovatelky. Také došlo k tradičním oslavám 1. máje, kdy projelo městem 51 alegorických vozů, také bylo vydáno větší množství tzv. devizových příslibů pro cesty na západ. V srpnu (1. srpna) byl v Třebíči otevřen tzv. Dům služeb Okresního podniku místního hospodářství, který v tu dobu patřil k velmi moderním stavbám tohoto typu.
V září tohoto roku došlo také k mezinárodnímu setkání architektů, kteří debatovali a hodnotili situaci v oblasti podzámčí, Zámostí, Komenského a Žerotínova náměstí a také Stařečce. Odborníci došli k závěru, že je potřeba zachovat ráz židovského města a toto dále nelikvidovat.
Ke konci října bylo otevřeno obchodní středisko Morava na Komenského náměstí.

## Po sametové revoluci
Po sametové revoluci v Třebíči došlo k mnohým změnám, stejně jako v celé republice.

### Sametová revoluce
V Třebíči se v rámci událostí Sametové revoluce objevil i dokument pod názvem „Několik vět“, ten měl být již v červenci vyhozen z jedoucího vlaku na třebíčském nádraží. Za podporu výzvy pod názvem “Několik vět” byli v Třebíči obviněni z přečinu dva občané, kteří organizovali v Třebíči podpisovou akci k této výzvě a osobně tyto archy odvezli do bytu Václava Havla.
Ke stávce pražských vysokých škol se již 20. listopadu připojili studenti středních škol v Třebíči, od 22. listopadu se jak studenti, tak i další občané scházeli na třebíčském Karlově náměstí, kde byly zapalovány svíčky. Přišlo údajně několik tisíc občanů. Diskutovalo se také o podpoře generální stávky svolané na 27. listopadu. Největší setkání se událo 23. listopadu večer, kdy se mělo účastnit více než 5 tisíc občanů. 27. listopadu se uskutečnila po republice generální stávka. 
Dne 22. listopadu se do Třebíče vydali informovat o novinkách brněnští umělci, jako první do Třebíče přijeli Miroslav Donutil a Jiří Pecha. Dovezli je Jiří Kaňovský a Petr Chmel.
Stávky se zúčastnili i zaměstnanci na Třebíčsku, kdy někteří práci nahrazovali další dny. Na tehdejším Gottwaldově náměstí se po poledni 27. listopadu setkali pracovníci podniků Agrochemického podniku, Agrostavu, Elitexu, Horáckého autodružstva, Jaderné elektrárny Dukovany, podniku Ovoce zelenina, Oblastního podniku místního hospodářství, Pozemních staveb, První brněnské strojírny, UP závody. Dne 27. listopadu se na třebíčském náměstí setkalo ve 12 hodin 4000 občanů, promluvil Milan Šťastný, který seznámil přítomné s programem Občanského fóra. 30. listopadu v Třebíči bylo vytvořeno koordinační centrum Občanského fóra.

### Roky 1990–1993

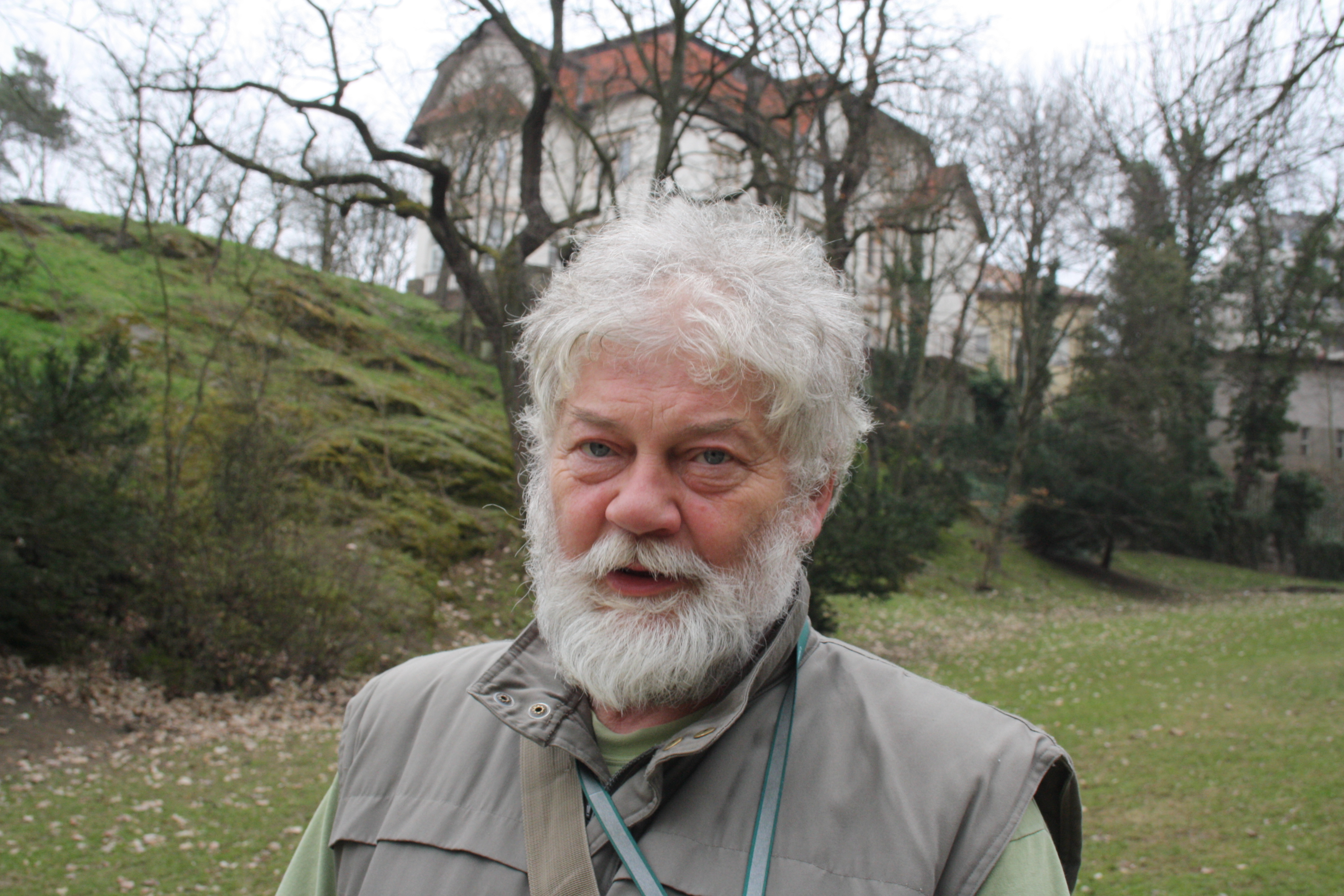
Pavel Heřman v roce 2010

V roce 1990 došlo k prvním svobodným volbám a obecně docházelo k velkým změnám. Mimo jiné obnovil svoji činnost Junák či hnutí Sokol. Tento rok si Závody Gustava Klimenta přijel prohlédnout Tomáš Baťa s manželkou. V Třebíči se diskutovalo o plánované stavbě průtahu silnice I/23 městem, autorem výzvy k diskuzi byl budoucí třebíčský starosta Pavel Heřman. 1. máj byl slaven také jinak než dříve, oslavy 1. máje organizovalo Občanské fórum a to v podobě Velkého jarmarku, kdy se mělo účastnit přibližně 15 tisíc lidí. Začala se také plánovat stavba kulturního domu pro Třebíč v těsném sousedství tzv. Fóra. V červnu téhož roku došlo k prvním svobodným parlamentním volbám, kdy se v Třebíči o hlasy voličů ucházelo celkem 15 politických stran, zvítězilo Občanské fórum s celkem 33 procenty hlasů, druhé místo získala Společnost pro Moravu a Slezsko se ziskem 20 procent, třetí místo získala KDU-ČSL (17 procent) a čtvrté místo získala Komunistická strana Čech a Moravy.
V červenci došlo k padesátiprocentnímu zdražení benzínu, v tomtéž měsíci byla otevřena Zubní klunika na Vltavínské ulici. V listopadu téhož roku došlo k otevření krytého bazénu (nynější Aquapark Laguna). V listopadu došlo k volbám do místních zastupitelstev, kdy se při ustavujícím zastupitelstvu stal starostou Pavel Heřman.
V roce 1991 docházelo k dalším změnám, mimo jiné došlo ke sčítání lidu, kdy tak bylo zjištěno, že v Třebíči od posledního sčítání lidu v roce 1980 došlo k navýšení počtu obyvatel v Třebíči o celkem 9359 lidí, v Třebíči tak žilo 39 739 osob. Ekonomické reformy po sametové revoluci se začaly projevovat i v Třebíči, první aukce tzv. malé kuponové privatizace začala 23. března 1991. 23. ledna téhož roku byl v Třebíči nainstalován první bankomat. V červenci proběhla série bouřek, která způsobila zaplavení a neprůjezdnost Brněnské ulice. V březnu byla v parku před tehdejšími Závody Gustava Klimenta sundána socha Gustava Klimenta, stejně tak byla v září v Nových Dvorech sundána socha Bohumíra Šmerala. V červenci se objevily návrhy na přejmenování některých ulic, např. z dřívější Voroněžské ulice se stala ulice Cyrila Boudy a tak podobně.

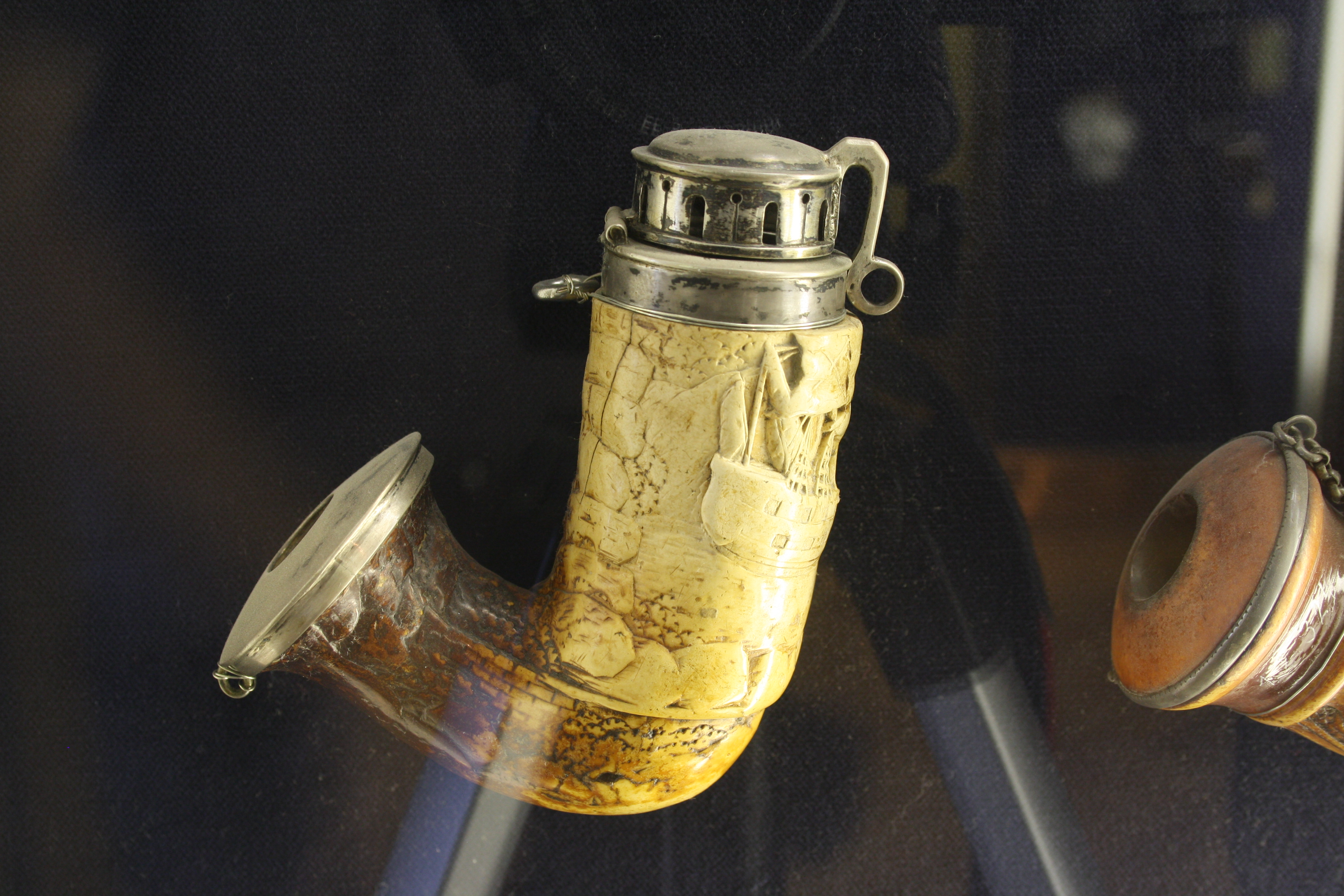
Dýmka ze sbírek tehdejšího Západomoravského muzea Třebíč

V březnu téhož roku (v noci z 19. na 20. března) došlo k vloupání do tehdejšího Západomoravského muzea Třebíč (dnes Muzeum Vysočiny Třebíč), ukradeny byly historické střelné zbraně, mince, porcelán a dýmky. Vyčíslena byla škoda ve výši cca 1 milionu korun. Zřejmě šlo dle vyšetřování o krádež na objednávku, ze které byli později usvědčení muži z Pardubicka. Dýmky se podařilo najít až o několik let později a vrátily se zpět do sbírek třebíčského muzea.
V tomtéž roce došlo i k založení předchůdce městské policie, kdy její základ tvořili 4 muži ve specializovaných uniformách, 15. srpna také byly ve městě umístěny první kontejnery na tříděný obsah. 5. prosince byl rozsvícen tradiční vánoční strom a 23. prosince 1990 byla otevřena na Karlově náměstí budova historické radnice. V roce 1992 byla otevřena přístavba Gymnázia v Třebíči.
V roce 1992 se počet obyvatel Třebíče poprvé navýšil nad 40 tisíc a postupně se začal zvyšovat i průměrný výdělek na okrese, kdy ten tak byl v tomto roce 3993 Kčs. V Třebíči byl otevřen i první supermarket Mana a to na dolní straně Karlova náměstí. Na Karlově náměstí také byly postupně opravovány fasády domů a také fasáda historické budovy radnice.
V létě se v Třebíči konaly tzv. Hry bez hranic, soutěže se v Třebíči zúčastnily týmy z Československa, Francie, Itálie, Portugalska, Španělska, Švýcarska, Tunisu a Walesu. Tato soutěž se konala v areálu letního koupaliště Polanka. Třebíčský tým na soutěží zvítězil a mohl se tak účastnit finále tohoto ročníku na Azorských ostrovech, kde rovněž zvítězil. V létě také došlo k vlnám tropických veder, kdy také došlo k neúrodě obilovin či brambor.
V tomto roce se také konaly parlamentní volby do Federálního shromáždění a České národní rady, v Třebíči zvítězila Občanská demokratická strana se ziskem 26 %, druhé umístění získala Komunistická strana Čech a Moravy (15,2 %), třetí místo získala HSD-SMS (15 %), Československá strana lidová byla čtvrtá (9 %), SPR-RSČ byla pátá (8,1 %), ČSSD byla šestá (5,5 %), sedmá byla ODA (4,2 %), dalšími strany byly LSU a OH.
V roce 1992 byla také založena Oblastní charita Třebíč, která v prosinci téhož roku otevřena v Třebíči azylový dům.
Počet obyvatel v roce 1993 opět klesl pod 40 tisíc lidí, kdy se osamostatnila obec Kožichovice, stejně tak došlo k rozdělení Československa a tak se z třebíčských občanů stali občané České republiky a tak bylo nutné do občanských průkazů zadat nové občanství. Spousta slovenských obyvatel třebíčského okresu se rozhodla požádat o české občanství (celkem bylo evidováno 1400 žádostí). V Třebíči se 1. ledna 1993 narodilo první dítě samostatné České republiky, na vítání občánků 21. ledna dorazil kromě starosty Pavla Heřmana také tehdejší ministr zdravotnictví Petr Lom. 1. září byla v Třebíči otevřena první prodejna zahraničních vozidel, byla to prodejna vozidel Mazda.
Na svátek sv. Jiří, patrona skautů. se konalo 70. výročí třebíčského skautingu, byla otevřena výstava k tomuto výročí a proběhla také bohoslužba v Bazilice svatého Prokopa. V témže roce Třebíč získala i svoji vlajku, o udělení rozhodlo grémium Poslanecké sněmovny 15. července 1993. Vlajku navrhl tehdejší městský architekt Lubor Herzán. V září byla otevřena první část kulturního domu vedle tzv. Fóra.

### Po rozdělení republiky

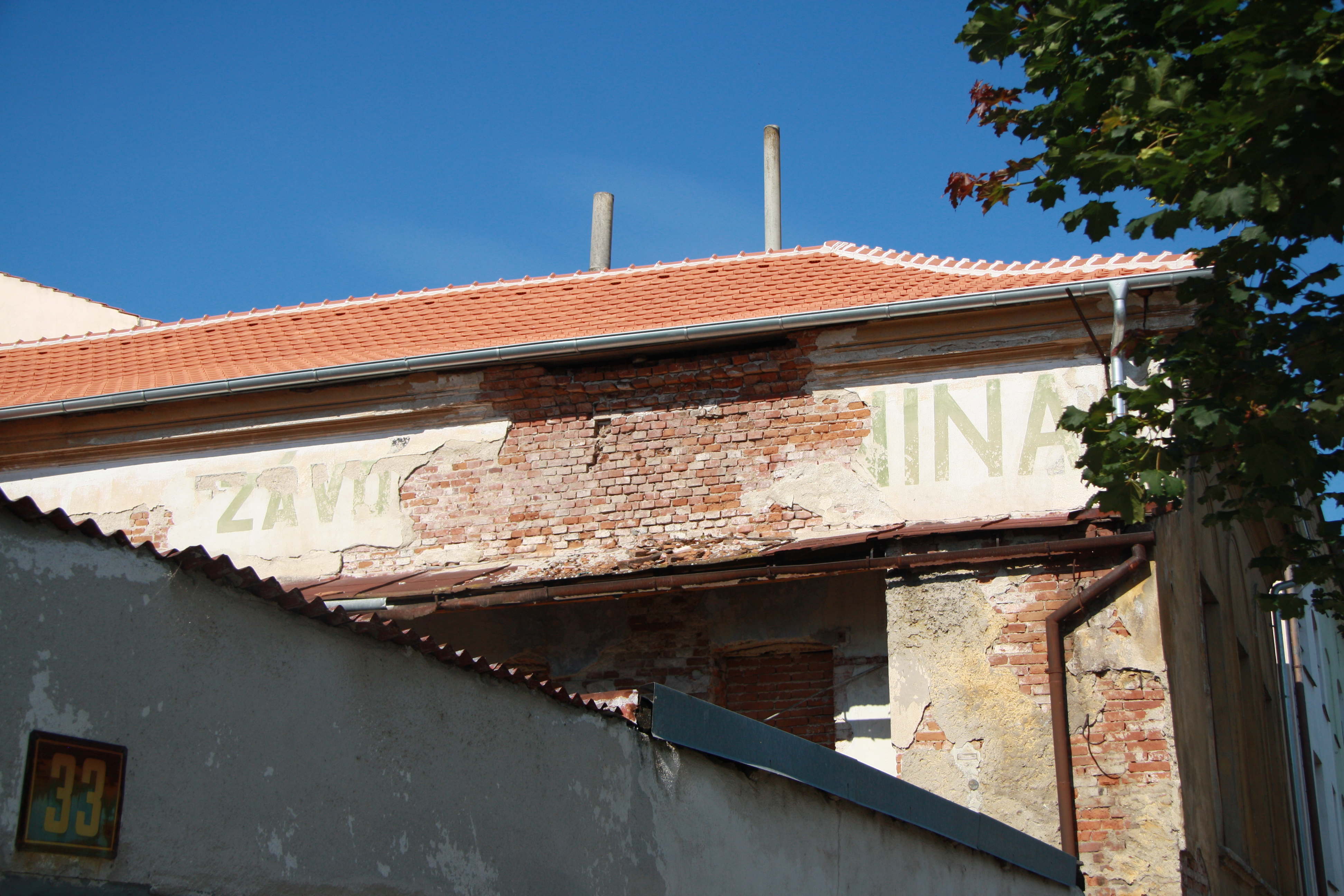
Závod Ovoce Zelenina

Vteřinu po půlnoci se císařským řezem v třebíčské porodnici narodilo první dítě v České republice, byl jím Jakub Vala.
V roce 1994 opět narůstaly průměrné platy. Stejně tak se dále řešilo, jak naložit s době nevyhovujícími sochami a plastikami. Před třebíčským gymnáziem byla odstraněna a přenesena plastika památníku osvobození. Byla přenesena do dvora rodného domu Bohumíra Šmerala. Posléze byla přesunuta na místo u starého hřbitova, tj. na místo, kde stanul první tank po osvobození roku 1945.
V lednu téhož roku byl otevřen nový domov důchodců na severním okraji města, byl upraven z původní ubytovny pro zaměstnance Jaderné elektrárny Dukovany. Jeho tehdejší kapacita byla 188 osob. 1. února byla otevřena do zkušebního prostoru skládka v Petrůvkách. V Třebíči se také začalo skákat na laně z tzv. Borovinského mostu.
V květnu se konalo několik vzpomínkových akcí. Došlo k připomínce 50. výročí úmrtí Josefa Vaňka, tj. bývalého starosty, který byl umučen v Buchenwaldu. Stejně tak došlo k oslavám 115. výročí ZON Třebíč, kdy k vyvrcholení oslav došlo 27. května v kulturním domě v tzv. Bažantnici. 1. června byly do hrobu na vyšehradském hřbitově uloženy ostatky Vladimíra Krajiny, tj. rodáka ze Slavic.
V Třebíči opět nastalo horké počasí a také suché počasí, dokonce bylo úředně zakázáno kouření a zapalování ohňů v lesích v okolí Třebíče. I přesto došlo k několika požárům lesů a polí. V srpnu také došlo k výstavě ostatků sv. Václava v Třebíči, relikviář s ostatky byl vystaven na Karlově náměstí. Ostatky sv. Václava pak byly uloženy v kostele sv. Martina, kde se jich bylo možno dotknouti.
V srpnu se v Moravských Budějovicích jednalo o možnosti vytvořit okres Moravské Budějovice, nakonec k tomu, i přes možný počet obyvatel ve výší 50 tisíc, nedošlo. V Třebíči došlo v říjnu k volbám do místního zastupitelstva, dorazilo celkem 60 procent voličů a nejvíce hlasů získala KSČM, vyšší počet hlasů získala i ODS a Sdružení pro Třebíč. Starostou se stal opět Pavel Heřman, za toto byl později, spolu s dalšími osmi členy vyloučen z ODS.
V roce 1995 byly poprvé na Masarykově náměstí vysázeny květiny do podoby znaku města Třebíče. V témže roce navštívil Třebíč tehdejší prezident Václav Havel (2. února). Součástí jeho programu byl návštěva dalešické vodní elektrárny, Jaderné elektrárny Dukovany a návštěva ČOV v Moravských Budějovicích a samotných Moravských Budějovic. Také položil květiny na hrob Otokara Březiny v Jaroměřicích nad Rokytnou. Součástí programu byla i tisková konference v Malovaném domě. Později do Třebíče přijel i předseda Poslanecké sněmovny Milan Uhde, ten si v červnu prohlédl při oficiální návštěvě prohlédl Baziliku sv. Prokopa a také divadelní sál Kulturního domu. V listopadu při druhé návštěvě provedl slavnostní poklep na základní kámen nového pavilonu třebíčské nemocnice.
V roce 1995 se novým kronikářem v Třebíči stal Jiří Joura, dalšími návštěvníky byli např. ministr zahraničních věcí Jiří Dienstbier, ministr hospodářství Karel Dyba, či ministr zdravotnictví Luděk Rubáš.
V září téhož roku došlo i k oslavám 660. výročí povýšení Třebíče na město. Oslavy byly zahájeny koncertem Josefa Suka v bazilice sv. Prokopa. Také byla otevřena lávka přes řeku Jihlavu, která byla v roce 2013 rekonstruována. 23. září tohoto roku došlo k historickému průvodu od Základní školy Masarykovy. Markrabě Karel spolu se svým otcem Janem předali do rukou tehdejšího starosty Pavla Heřmana listinu o povýšení práv města Třebíče. Městská policie v Třebíči v tomto roce měla 20 členů.
Také byla uspořádána vzpomínka k výročí stého narození generála Ludvíka Svobody, ta se konala v Kamenném sále a později byla k rodnému domu generála Svobody v Hroznatíně položena květena.
V roce 1996 došlo k prvním volbám do Parlamentu České republiky, volby předchozí byly typizovány ještě jako volby do ČNR a Federálního parlamentu. Volby do PSP ČR v Třebíči vyhrála ODS, druhá byla ČSSD a třetí byla KSČM. Volební účast byla oproti pozdějším letům velmi vysoká, celkem se voleb zúčastnilo 76,5 % obyvatel Třebíče. Konaly se také volby do Senátu ČR, kdy v prvním kole zvítězil Pavel Hort, do druhého kola spolu s ním postoupil také Pavel Heřman, který se posléze stal senátorem.
V tomtéž roce se Třebíč stala „Zdravým městem“, také byl otevřen automat na výdej Heraltické vody. Byla také rekonstruována fasáda městské věže a také byla postavena a otevřena lávka přes řeku Jihlavu, nynější lávka plk. Svobody. Také v červnu došlo k oslavám 110 let provozu na železniční trati Brno-Jihlava, kdy přijel na třebíčské nádraží parní vlak. Došlo i k rekonstrukci nádražní budovy vlakového nádraží. V témže roce proběhly i oslavy 125 let od otevření Gymnázia Třebíč a došlo také k vydání Almanachu Třebíčského gymnázia.
V srpnu tohoto roku došlo kolem poledne 15. srpna k velké krádeži šperků z prodejny Zlato, škoda dosáhla 2 milionů korun, po několika měsících došlo k vypátrání jednoho z lupičů. V Třebíči se také objevili američtí inženýři z USAID, kteří poskytli městu Třebíč půjčku ve výši 40 milionů korun, která sloužila pro rekonstrukci inženýrských sítí v tzv. židovské čtvrti. Poprvé byly rozsvíceny vánoční ozdoby na třebíčských ulicích.
V roce 1997 proběhly ve velké části republiky povodně, ty se Třebíči sice vyhnuly, ale i přesto třebíčští občané pomohli obětem povodní. Vodní záchranáři z ČČK Třebíč dorazili pomoci do Opavy, věřící v kostelech třebíčského vikariátu vybrali celkem téměř milion a půl korun.
V témže roce mělo dojít k oslavám 720 let od oznámení první zmínky o Třebíči, nakonec kvůli povodním se tyto oslavy nekonaly, výtěžek akce (cca 180 tisíc Kč) byl věnován obětem povodní. Také docházelo k podepisování petičních archů proti zařazení třebíčského okresu do Jihlavského kraje (nynější Kraj Vysočina). Celkem došlo k získání 8,5 tisíce podpisů.
V témže roce Třebíč navštívila delegace z Izraele, přijeli místostarosta Tel Avivu David Cohen a také velitel hasičů Anaron Eshel. Mezi další návštěvy patřil tehdejší předseda vlády Václav Klaus, ten v sále třebíčského Fóra besedoval s občany. Také Třebíč navštívil vnuk bývalého starosty židovské obce v Třebíči a majitele Subakovy továrny C. Subak z Chicaga. Také do Třebíče dorazily ostatky sv. Vojtěcha, v Třebíči se objevily 11. října.
Na jižním předměstí Třebíče vznikl hypermarket Prima, později přejmenován na Hypernovu. Od roku 2008 opuštěn a chátrá.

### Nový starosta

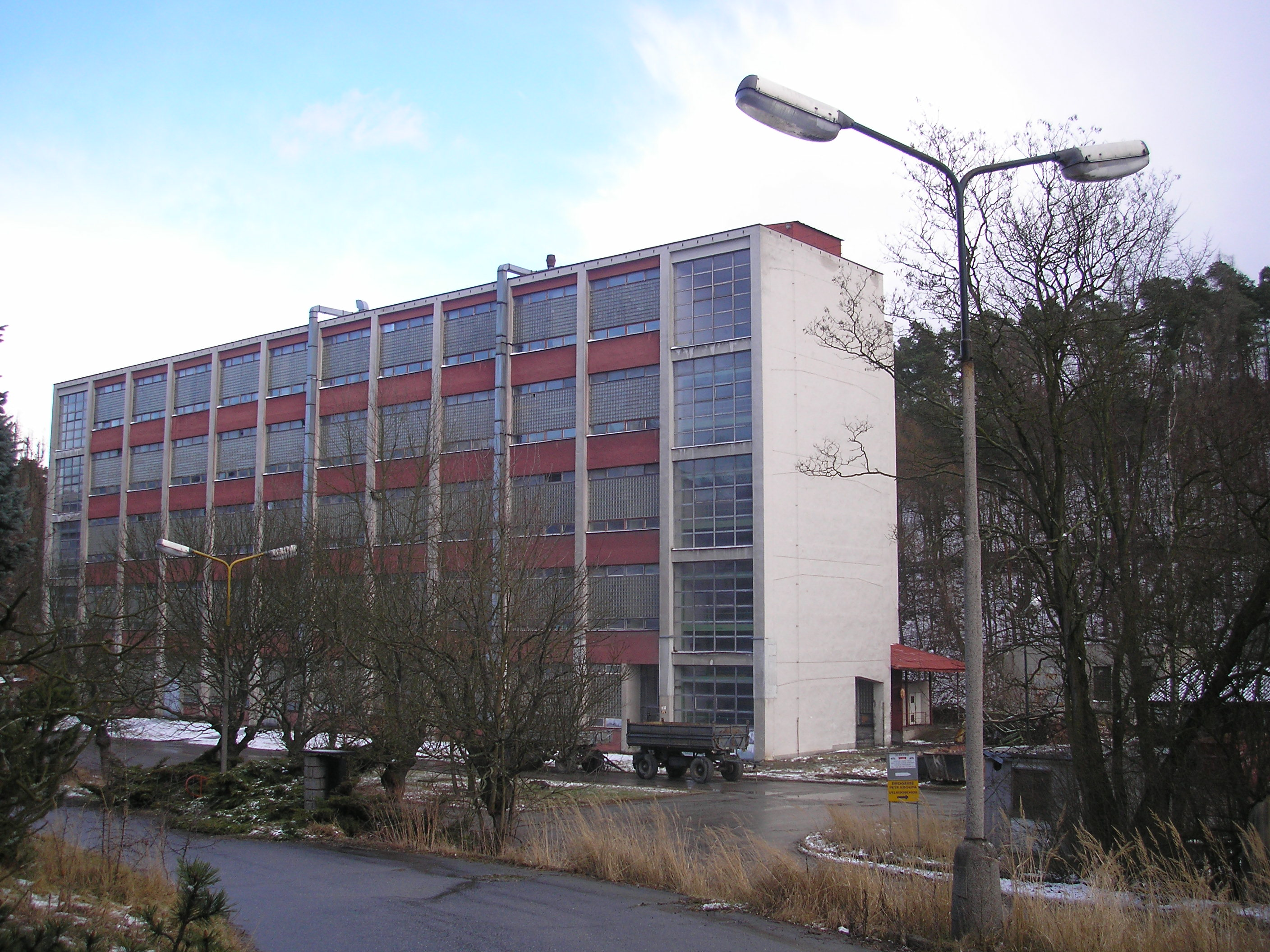
Jedna z budov závodů BOPO

V roce 1998 došlo ke změně na pozici starosty, kdy rezignoval tehdejší starosta a současně senátor Pavel Heřman, na lednovém zasedání zastupitelstva byl jako starosta zvolen místostarosta Třebíče Pavel Janata. Stále probíhaly protesty proti zařazení třebíčského okresu do Jihlavského kraje a vzniklo tak občanské sdružení s názvem “Pro brněnskou spádovost”. Došlo také k převodu zimního stadionu do majetku města.
Došlo také k oslavám sto let třebíčského muzea, kdy byla uspořádána výstava. Také byly uspořádány předčasné volby do PSP ČR, v listopadu došlo i k dalším volbám do místního zastupitelstva, tentokrát byla volební účast výrazně nižší, zúčastnilo se 39,39 procenta voličů. Zastupitelů bylo zvoleno celkem 25 a čtyři zastupitele získaly strany KSČM, ODS a ČSSD, tři zastupitele získala KDU-ČSL, další místa připadla nezávislým a dalším stranám. Starostou se stal po ustavujícím zasedání zastupitelstva Pavel Janata. 
V dalším roce, tj. v roce 1999 došlo k dalším změnám, byla uzavřena tzv. Mana, tj. první třebíčský supermarket, oproti tomu také byl otevřen původní hotel Slavia, ale pod novým majitelem a provozem. Řešilo se také, jak se bude nakládat s tzv. klubem na Hájku, kdy bylo uvedeno, že bezúplatný převod na město by znamenal náklady ve výši cca 5 milionů Kč. V roce 1999 byl otevřen supermarket Kaufland na Brněnské ulici.
2. listopadu bylo při schůzi představenstva závodu BOPO rozhodnuto o podání návrhu na konkurz. Ztráta v posledním roce fungování podniku byla 96 milionů korun, za poslední 3 roky provozu došlo ke ztrátě ve výši 640 milionů korun. 1. prosince byl uveden do provozu městský kamerový systém. Do města také dorazily návštěvy, na návštěvu židovské čtvrti dorazil velvyslanec Izraele Raphael Gvir, stejně tak přijel na návštěvu i tehdejší ministr kultury Pavel Dostál.

## Po roce 2000
Roku 2001 byla rekonstruována kanalizace ve městě, bylo tomu v rámci programu Ochrany vod povodí Dyje.
V roce 2002 Třebíčsko zasáhly povodně, první přívalové deště spadly na Moravské Budějovice 8. srpna a vyplavily několik zahrad a domů. V noci na 10. srpna pak bouře poničila úrodu kukuřice v Radošově a Menharticích, stejně tak byla ohrožena čistička vody v Jaroměřicích nad Rokytnou. Dne 14. srpna pak byl vyhlášen třetí stupeň povodňové aktivity v Jaroměřicích nad Rokytnou a Jemnici. Následující den pak byla povodněmi zasažena i Třebíč, kdy na měřící stanici v Ptáčově u Třebíče byl naměřen stav vody 3,5 metru a průtok 90 m3 vody za sekundu. V Poušově pak byly polámány větve stromů a došlo k evakuaci dvou obyvatel, tatáž oblast pak byla zatopena. K odvolání třetího stupně povodňové aktivity došlo 17. srpna 2002.
V roce 2006 byla na budově radnice odhalena pamětní deska letcům RAF, v roce 2016 Eva Pokorná vydala publikaci, která se zabývá právě šesti třebíčskými letci ve službách RAF. V roce 2011 byly zakoupeny mobilní protipovodňové zábrany, které budou instalovány na nově opravené opěrné zdi na břehu řeky Jihlavy. Součástí je hrazení nedaleko tzv. Novodvorského mostu, které je vysoké 4,5 metrů a dlouhá asi 150 metrů, součástí hrazení jsou i protipovodňové dveře. Do kanalizace, která zapříčinila vyplavování židovské čtvrti, byly nainstalovány zpětné klapky, které mají tomuto zabránit.
V roce 2020 při pandemii onemocnění covid-19 vzniklo na Facebooku tzv. Virtuální muzeum městě Třebíče, kam členové sociální sítě mohli nahrávat historické fotografie města. Dne 9. prosince 2019 byla na třebíčské radnici otevřena galerie portrétů starostů města Třebíče. V listopadu roku 2021 bylo oznámeno, že po rekonstrukci náměstí by mělo dojít ke sjednocení předzahrádek a reklamních cedulí dle manuálu města, který vypracoval architekt Petr Ondráček. Město bude novou podobu předzahrádek nebo reklamních štítů dotovat. Zakázáno v manuálu je např. plné zastřešení předzahrádek nebo slunečníky s reklamou. Na Karlově náměstí budou předzahrádky upraveny do podobného stylu, v židovské čtvrti budou moci být individuálně upraveny.